# Avion-fusée

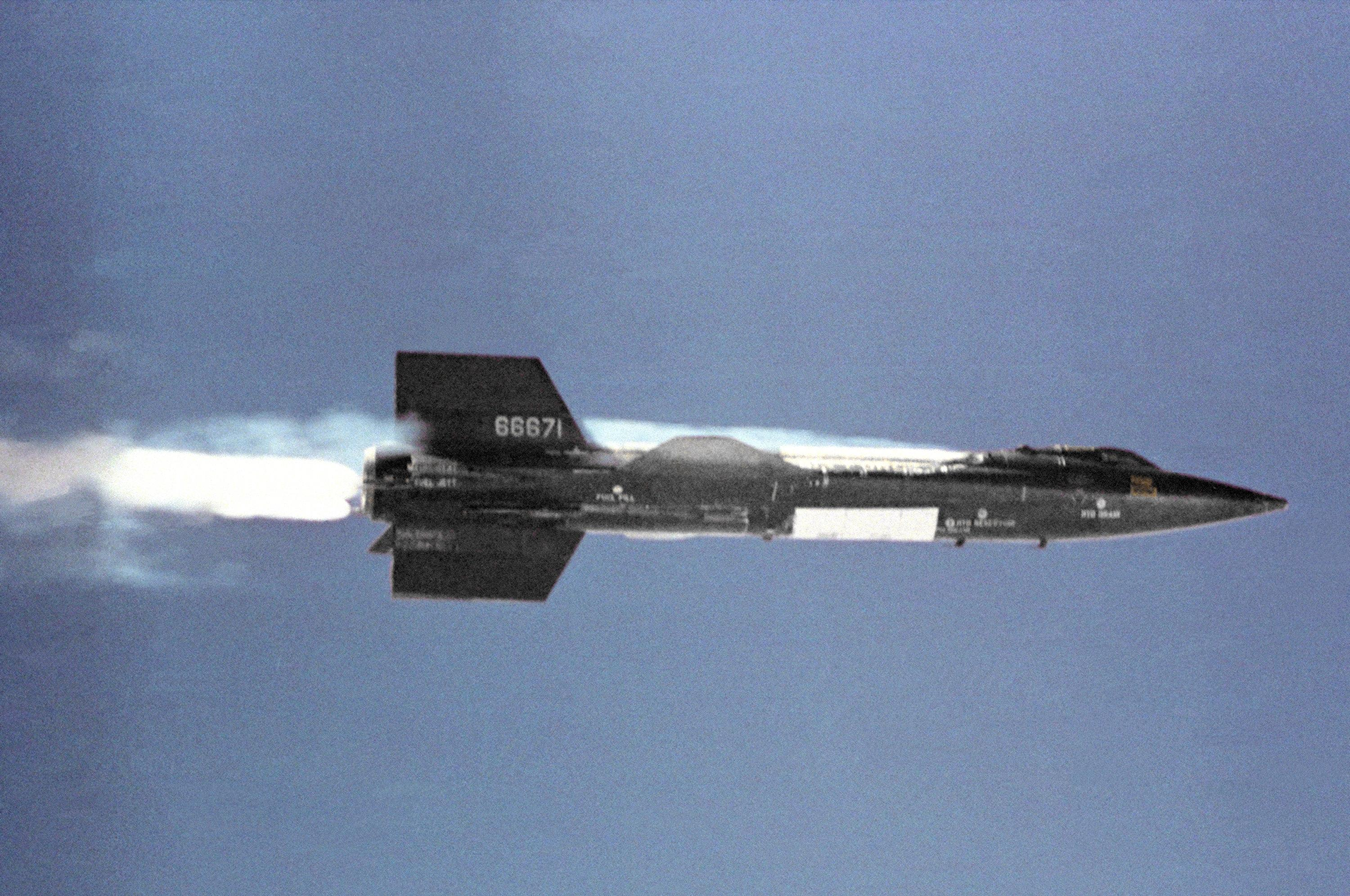
L'avion-fusée américain North American X-15.

Le terme d'avion-fusée désigne un avion propulsé par un moteur-fusée. Ce moteur permet d'atteindre des vitesses nettement supérieures qu'avec tout autre type de propulsion. Il est également utilisable à des altitudes plus élevées et fournit une forte accélération. En contrepartie, le moteur-fusée n'est utilisable que pendant des durées assez courtes, de l'ordre de quelques minutes seulement.
L'avion-fusée peut être comparé avec un avion spatial ou avec une navette spatiale. Même si ce ne sont pas tout à fait les mêmes engins, ils partagent une histoire et une catégorie communes : la plupart des avions-fusées modernes ont été conçus dans le cadre des programmes spatiaux.

## Histoire

### Les débuts

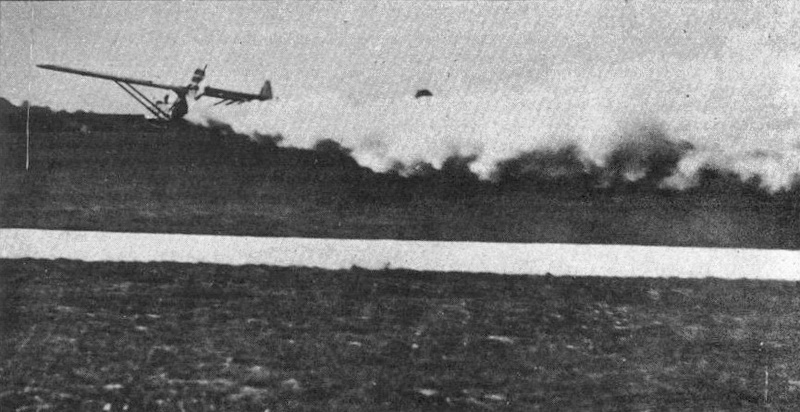
Opel RAK.1 - Le premier vol public d'un avion fusée piloté, le 30 septembre 1929.

Le 11 juin 1928, dans le cadre du programme Opel RAK (en) de Fritz von Opel et Max Valier, le Lippisch Ente, conçu par Alexander Lippisch, est devenu le premier avion à voler grâce à la puissance d'une fusée à poudre noire,,.
Au cours de l'année suivante, l'Opel RAK.1 est devenu le premier avion-fusée conçu pour cela. Il a volé avec Fritz von Opel lui-même comme pilote. Le vol de l’Opel RAK.1 est également considéré comme le premier vol public au monde d'un avion-fusée habité puisqu'il s'est déroulé devant une foule nombreuse et en présence des médias du monde entier.

Le 28 juin 1931, un autre vol d’avion-fusée révolutionnaire a été effectué par l'aviateur et inventeur italien Ettore Cattaneo (it), qui l’a créé lui-même. Il a volé et atterri sans problème particulier. Grâce à cet exploit, il fut nommé par le Roi d'Italie Victor-Emmanuel III, Comte de Taliedo.
En raison de son rôle de pionnier dans le vol de fusée, une reproduction de son engin est exposée au Musée de l'espace de Saint-Pétersbourg ainsi qu'au Musée des sciences et de la technologie de Milan.

Le Heinkel He 176 a été le premier avion au monde à être propulsé uniquement par un moteur-fusée à propergol liquide. Il a effectué son premier vol propulsé le 20 juin 1939 avec Erich Warsitz aux commandes; l’unique exemplaire de cet avion a été brièvement exposé au musée de l'air de Berlin avant d’être détruit par un bombardement aérien allié en 1943.

### Seconde guerre mondiale

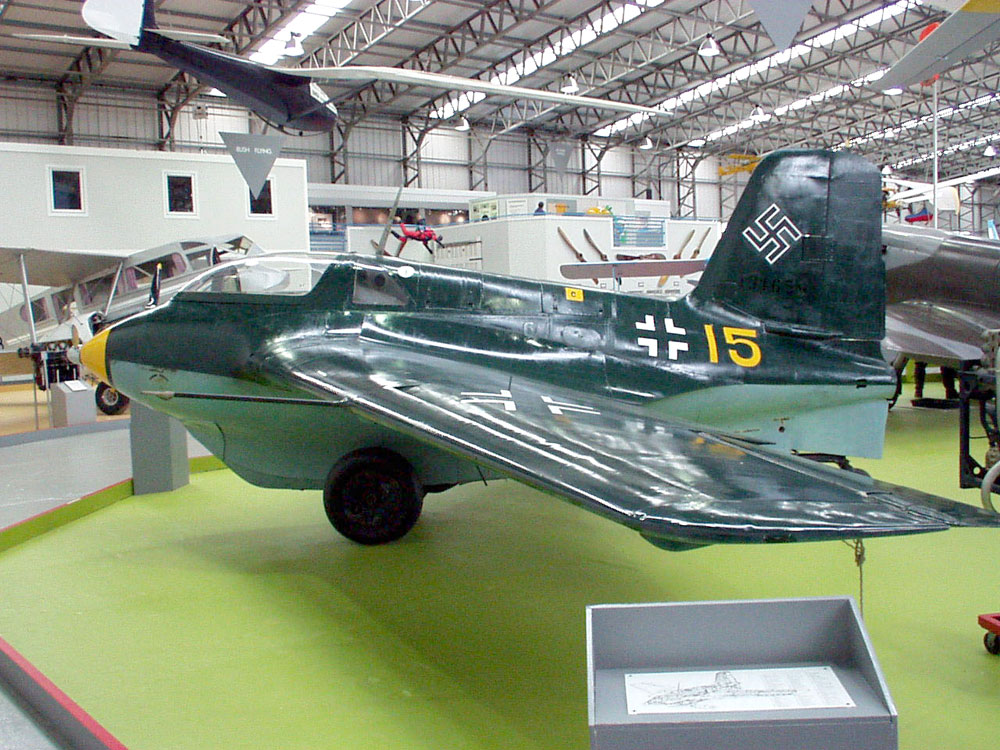
Messerschmitt Me 163 Komet, le seul avion de combat opérationnel à moteur fusée.

Le premier avion-fusée jamais produit en série fut l'intercepteur Messerschmitt Me 163 Komet, introduit par l'Allemagne vers les dernières années du conflit comme l'un des nombreux efforts visant à développer des avions efficaces propulsés par fusée.

La première unité de chasse à en être équipée fut la Jagdgeschwader 400 (JG 400). Elle a été créée en 1944 et était principalement chargée de fournir une protection supplémentaire aux usines de fabrication d'essence synthétique, qui étaient des cibles de choix pour les raids aériens alliés. Il était prévu d’installer d'autres unités défensives de chasseurs équipés d’avions fusées autour de Berlin, de la Ruhr et de la Baie Allemande
.

Une tactique typique du Me 163 consistait à grimper verticalement au travers les bombardiers à 9 000 mètres, reprendre la montée jusqu’à 10 700–12 000 mètres, puis plonger à nouveau à travers la formation, tirant au fur et à mesure. Cette approche donnait au pilote deux brèves occasions de tirer quelques coups de ses canons avant de retourner à son aérodrome. Il était souvent difficile de se procurer les deux liquides nécessaires au fonctionnement de son moteur-fusée (le carburant et le comburant). Dans les derniers jours du Troisième Reich, le Me 163 a été retiré au profit du Messerschmitt Me 262, plus performant, qui était propulsé par deux turboréacteurs ayant la particularité de fonctionner indifféremment à l’essence synthétique, au gazole ou à l’essence « aviation ».

D'autres avions propulsés par des fusées allemandes ont également été développés, notamment le Bachem Ba 349 "Natter", un avion intercepteur à décollage vertical, propulsé au décollage par fusées à poudre, puis par un moteur fusée à combustible liquide. Il a volé sous forme de prototype
,.
D'autres projets n'ont même jamais atteint le stade du prototype, comme le Zeppelin Rammer (en), le Zeppelin Fliegende Panzerfaust (en) et le Focke-Wulf Volksjäger (en).
Ayant une taille beaucoup plus grande que tous les autres projets d’engins propulsés par fusée lors de ce conflit, le bombardier sub-orbital Silbervogel a été validé par les Allemands, cependant, des calculs ultérieurs ont montré que la conception n'aurait pas fonctionné, il aurait été détruit lors de la rentrée.
Le Me 163 Komet est le seul type de chasseur propulsé par fusée à avoir participé à des combats dans l'histoire, et l'un des deux seuls types d'avions propulsés par fusée à assister à un combat.

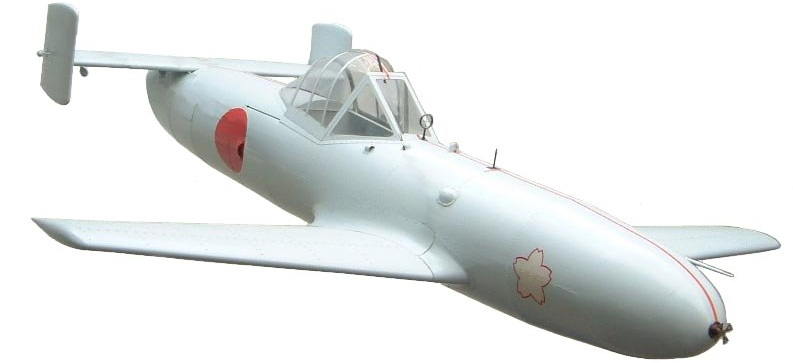
Une réplique d'un Yokosuka MXY-7 Ohka au musée militaire Yūshūkan de Yasukuni-jinja.

Le Japon, qui était allié à l'Allemagne nazie, a obtenu les schémas de conception du Me 163 Komet. Après des efforts considérables, il a réussi à développer sa propre capacité de production, qui a été utilisée pour produire un nombre limité de ses propres exemplaires, connus sous le nom de Mitsubishi J8M. Celui-ci a effectué son premier vol motorisé le 7 juillet 1945. En outre, le Japon a tenté de développer son propre intercepteur propulsé par fusée de conception nationale, le Mizuno Shinryū; ni le J8M ni le Shinryu n'ont jamais participé à un combat.

Les Japonais ont également produit environ 850 avions d'attaque suicide propulsés par fusée, le Yokosuka MXY-7 Ohka, pendant la Seconde Guerre mondiale, un certain nombre ont été déployés lors de la bataille d'Okinawa. L'analyse d'après-guerre a conclu que l'impact de l'Ohka était négligeable et qu'aucun navire capital de la marine américaine n'avait été touché pendant les attaques en raison des tactiques défensives efficaces qui ont été employées.
D'autres avions expérimentaux furent conçus, comme le Bereznyak-Isayev BI-1 soviétique qui a volé en 1942, tandis que le Northrop XP-79 qui était initialement prévu avec des moteurs de fusée, est passé aux moteurs à réaction pour son premier et unique vol en 1945. Un P-51D Mustang assisté par fusée, développé par North American Aviation, devait pouvoir atteindre 954 km/h,.

Le moteur fonctionnait à l'acide fumarique et à l'aniline qui étaient stockés dans deux réservoirs largables de 280 litres sous les ailes. L'avion a été testé en vol en avril 1945. Le moteur-fusée pouvait fonctionner pendant environ une minute. De même, la série Messerschmitt Me 262 "Heimatschützer" utilisait une combinaison de propulsion par fusée et à réaction pour permettre des décollages plus courts, un taux de montée plus rapide et des vitesses encore plus élevées.

### Guerre froide

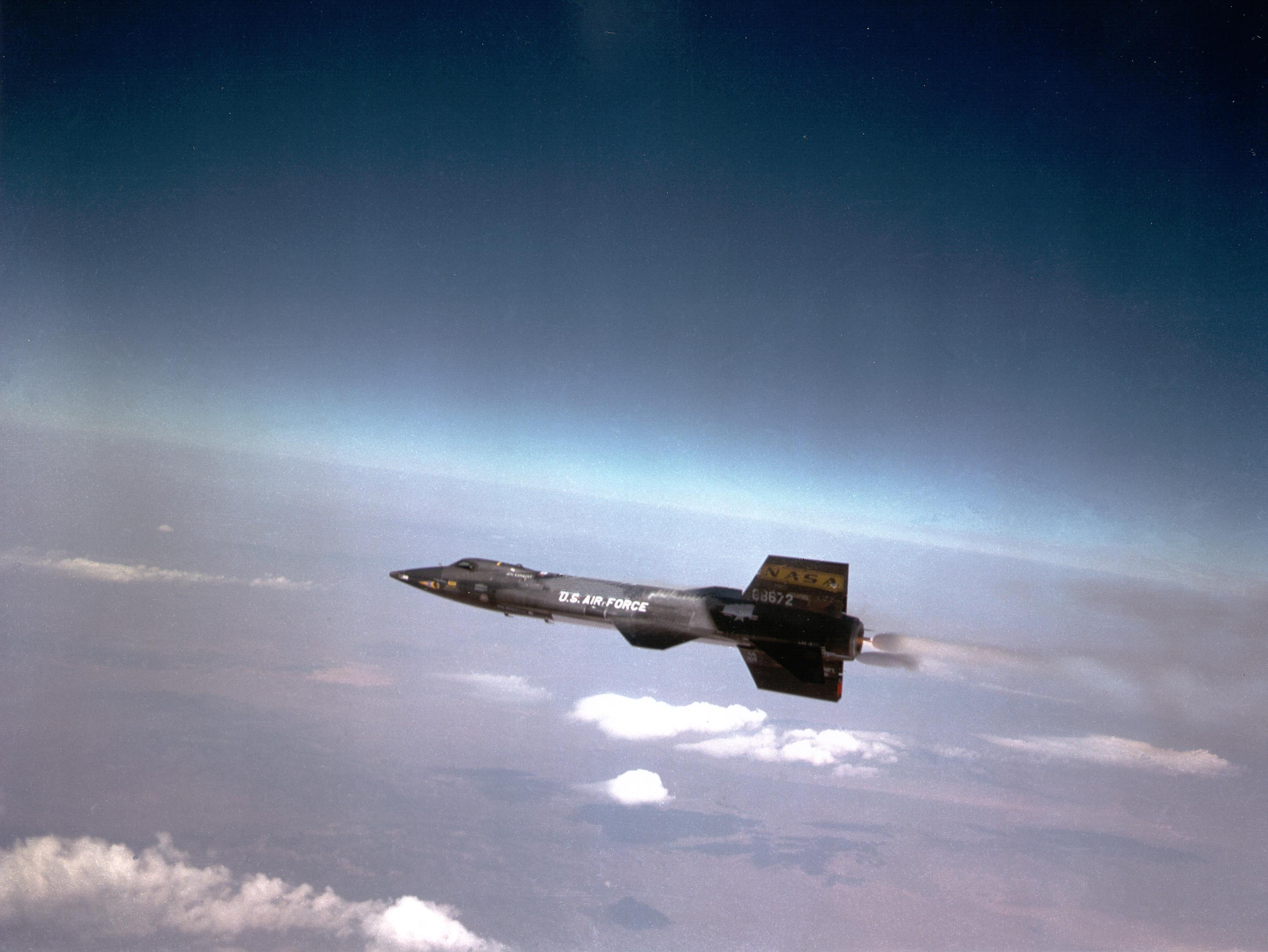
Le X-15's XLR99 engin fusée utilisant de l'ammoniac et de l'oxygène liquide.

En 1946, le Mikoyan-Gourevitch MiG I-270 soviétique a été construit en réponse à une exigence de l'armée de l'air soviétique émise l'année précédente pour un avion intercepteur propulsé par fusée dans le rôle de défense ponctuelle. La conception de l'I-270 incorporait plusieurs technologies développées par Sergueï Korolev entre 1932 et 1943,.
En 1947, une étape clé dans l'histoire de l'aviation a été franchie par le Bell X-1 propulsé par fusée, qui est devenu le premier avion à franchir le mur du son en vol en palier, et serait le premier d'une série d’aéronefs propulsés par fusées du NACA/NASA.
Parmi ces avions expérimentaux figuraient les modèles North American X-15 et X-15A2, qui ont été exploités pendant environ une décennie et ont finalement atteint une vitesse maximale de Mach 6,7 ainsi qu'une altitude de pointe supérieure à 100 km, établissant de nouveaux records mondiaux dans ce domaine.
Au cours des années 1950, les Britanniques ont développé plusieurs engins à propulsion mixte pour compenser l'écart de performances qui existait dans les conceptions des turboréacteurs alors en vigueur. La fusée était le moteur principal pour fournir la vitesse et la hauteur requises pour l'interception à grande vitesse des bombardiers de haut niveau et le turboréacteur permettait une économie de carburant dans d'autres parties du vol, notamment pour s'assurer que l'avion était capable de faire un atterrissage propulsé plutôt que risquer un retour en vol plané imprévisible,.
L'une de ces conceptions était l'Avro 720 (en), qui était principalement propulsé par un moteur-fusée Armstrong Siddeley Screamer de 3 628 kgp (35,56 kN) de poussée qui fonctionnait au kérosène mélangé à de l'oxygène liquide comme agent oxydant.Les travaux sur l'Avro 720 ont été abandonnés peu de temps après la décision du ministère de l'Air de mettre fin au développement du moteur-fusée Screamer, prétendument en raison de préoccupations officielles concernant l'aspect pratique de l'utilisation d'oxygène liquide, qui bout à −182,96 °C (90,188 K)  sous la pression atmosphérique (101 325 Pa) et est un potentiel risque d’incendie dans un environnement opérationnel,,.
Les travaux ont atteint un stade plus avancé avec le rival de l'Avro 720, le Saunders-Roe SR.53. Le système de propulsion de cet avion utilisait du peroxyde d'hydrogène comme carburant et oxydant combinés (Monergol), ce qui était considéré comme moins problématique que l'oxygène liquide de l'Avro 720. Le 16 mai 1957, le chef d'escadron John Booth (en) était aux commandes du XD145 pour le premier vol d'essai, suivi du vol inaugural du deuxième prototype XD151, le 6 décembre 1957,. Au cours du programme d'essais en vol qui a suivi, ces deux prototypes ont effectué 56 vols d'essai distincts, au cours desquels une vitesse maximale de Mach 1,33 a été enregistrée.
En plus, depuis la fin de 1953, Saunders-Roe avait travaillé sur un dérivé du SR.53, qui était désigné séparément sous le nom de Saunders-Roe SR.177; le principal changement était la présence d'un radar embarqué, manquant sur le SR.53 et l'Avro 720 car ce n'était pas une exigence de la spécification, mais son absence laissait le pilote dépendant de sa propre vision en dehors des renseignements radio fournis depuis le contrôle radar basé au sol.

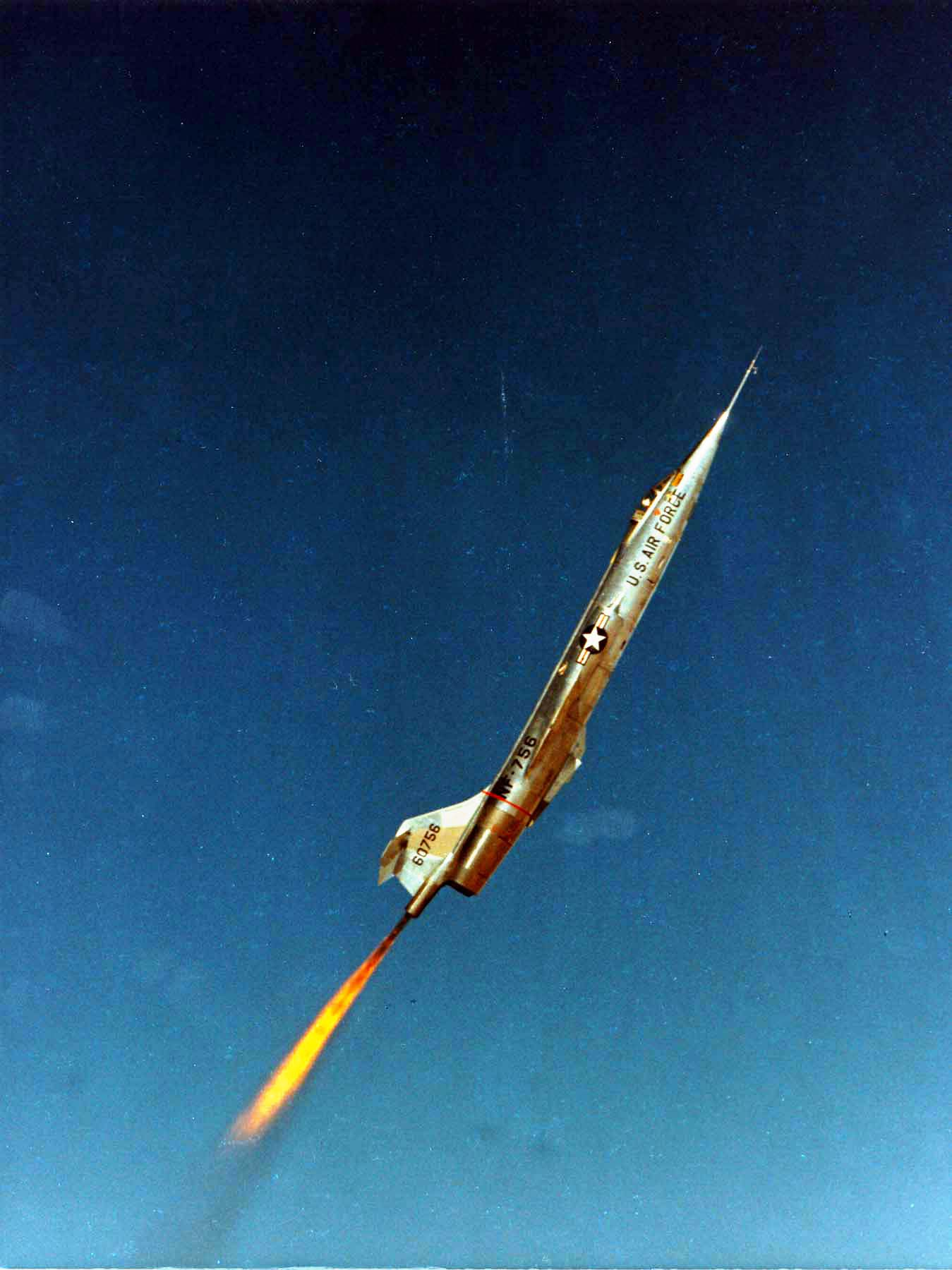
Le Lockheed NF-104A

Le SR.53 et son cousin SR.177 étaient relativement proches d'atteindre le statut de production lorsque des facteurs politiques plus larges ont pesé sur le programme. En 1957, une refonte massive de la philosophie de la défense aérienne en Grande-Bretagne s'est produite, qui a été transcrit dans le Livre blanc sur la défense de 1957 (en). Ce document appelait au remplacement des avions de combat habités par des missiles, et ainsi les perspectives d'une commande de la RAF se sont évaporées du jour au lendemain. Alors que la Royal Navy et l'Allemagne restaient des clients potentiels pour le SR.177, la confiance des deux parties a été ébranlée par cette décision. D'autres facteurs, tels que les scandales de corruption de Lockheed pour obliger les pays étrangers à commander le Lockheed F-104 Starfighter, ont également contribué à saper les perspectives de vente du SR.177, ce qui a coûté à des clients potentiels tels que l'Allemagne et le Japon.
Tout au long de la fin des années 1940 et des années 1950, l'état-major de l'air français s'est également beaucoup intéressé aux avions propulsés par fusée. Selon l'auteur Michel van Pelt, les responsables de l'armée de l'air française étaient contre un vol purement propulsé par fusée mais préféraient une approche à propulsion mixte, utilisant une combinaison de moteurs de fusée et de turboréacteurs.
Alors que la Société d'Etudes pour la Propulsion par Réaction (en) (SEPR) entreprenait de développer ses propres moteurs de fusée nationaux, l'avionneur français SNCASE était conscient de l'intérêt de l'armée de l'air française pour un avion d'interception de défense ponctuelle capable, et a donc commencé à travailler sur le SNCASE SE.212 Durandal.

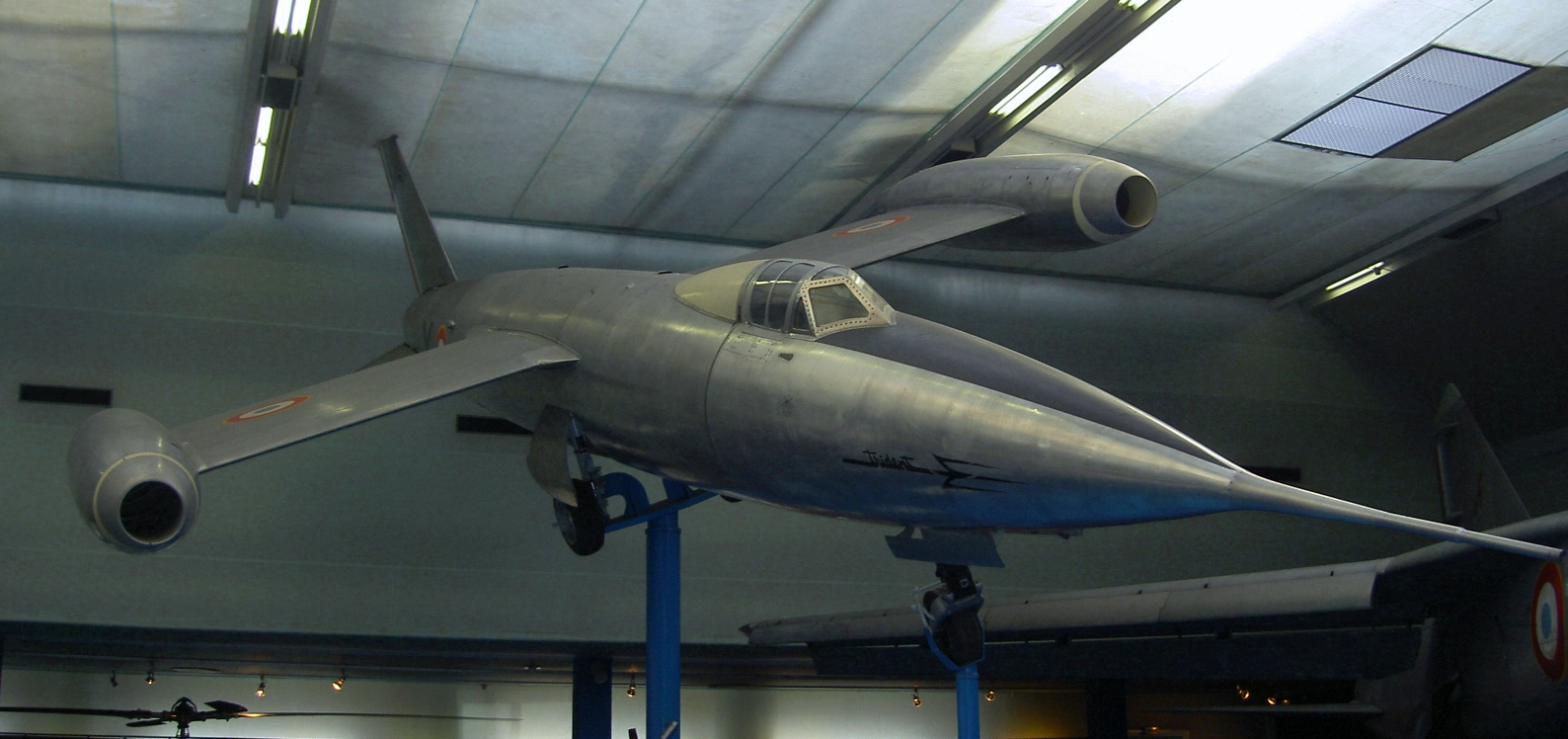
Un SNCASO SO.9000 Trident en exposition statique.

Par rapport à d'autres avions expérimentaux français de puissance mixte, tels que le prototype d'intercepteur de son concurrent SNCASO le SO.9000 Trident, il s'agissait d'un avion plus lourd, destiné à voler principalement sur son moteur à réaction plutôt que sur son moteur-fusée. Une paire d'avions prototypes a été construite. Le 20 avril 1956, le premier a effectué son vol inaugural, volant initialement uniquement à l'aide de la puissance des réacteurs. C'était le deuxième prototype qui a utilisé pour la première fois le moteur-fusée en avril 1957. Lors des essais en vol, une vitesse maximale de 1 444 km/h a été atteinte à une altitude de 12 300 mètres, même sans utiliser la puissance supplémentaire du moteur-fusée; celle-ci est passée à 1 667 km/h à 11 800 mètres alors que la fusée était active. Au total, 45 vols d'essai ont été effectués avant la fin des travaux sur le programme.
À la demande de l'état-major de l'Air, la compagnie aéronautique française SNCASO a également développé son propre intercepteur de défense ponctuelle, le SNCASO Trident. Il était principalement propulsé par un seul moteur-fusée construit par SEPR utilisant du Furaline (C13H12N2O) comme carburant et de l'acide nitrique (HNO3) comme comburant; et complété par un ensemble de turboréacteurs montés en bout d'aile. Sur le plan opérationnel, le moteur de fusée et les turboréacteurs devaient être utilisés pour effectuer une montée rapide et une interception à haute altitude, tandis que les moteurs à réaction seuls seraient utilisés pour retourner à la base.
Le 2 mars 1953, le premier prototype Trident I a effectué le vol inaugural; piloté par le pilote d'essai Jacques Guignard, l'avion a utilisé toute la longueur de la piste pour décoller, n'étant propulsé que par ses turboréacteurs.
Le 1er septembre 1953, le deuxième prototype Trident I s'est écrasé lors de son premier vol après avoir eu du mal à prendre de l'altitude après le décollage et être entré en collision avec un pylône électrique. Malgré cette perte, l'armée de l'air française a été impressionnée par les performances du Trident et souhaitait avoir un modèle amélioré en service.
Le 20 mai 1957, alors que Charles Goujon répète une dernière fois le programme de démonstration du salon du Bourget sur le premier Trident II, au cours d'un piqué en vue d'un passage à grande vitesse, l'appareil se désintègre en vol. Le pilote eut le temps de déclencher l'éjection mais fut retrouvé mort avec la colonne vertébrale brisée et le crâne fracturé. Malgré les succès obtenus, le programme fut interrompu le 6 octobre 1958 pour des raisons budgétaires.
L'augmentation de la puissance du turboréacteur, l'avènement des missiles et les progrès du radar ont rendu inutile le retour à la propulsion mixte.
Le développement des fusées et des satellites soviétiques a été le moteur du développement du programme spatial de la NASA. Au début des années 1960, les recherches américaines sur l'avion spatial Boeing X-20 Dyna-Soar ont été annulées faute d’objectifs précis; plus tard, ces études ont contribué à la réalisation de la navette spatiale, qui à son tour a motivé la Bourane soviétique. Un autre programme similaire américain était Isinglass (en) qui devait être un avion-fusée lancé à partir d'un porte-avion Boeing B-52 Stratofortress, et qui devait atteindre Mach 22, mais cela n'a jamais été financé. Isinglass était destiné à survoler l'URSS. Aucune image de la configuration du véhicule n'a été publiée.
Le Lunar Landing Research Vehicle était un engin de recherches sur l'atterrissage lunaire. C’était un aéronef développé pour entraîner les astronautes du programme spatial américain Apollo à l'atterrissage sur la lune. C’était un véhicule à propulsion mixte. Un moteur à réaction annulait 5/6 de la gravité (sur la lune, la gravité n’est que le sixième de celle de la terre), et les moteurs fusées étaient capable de simuler l'atterrisseur lunaire Apollo.

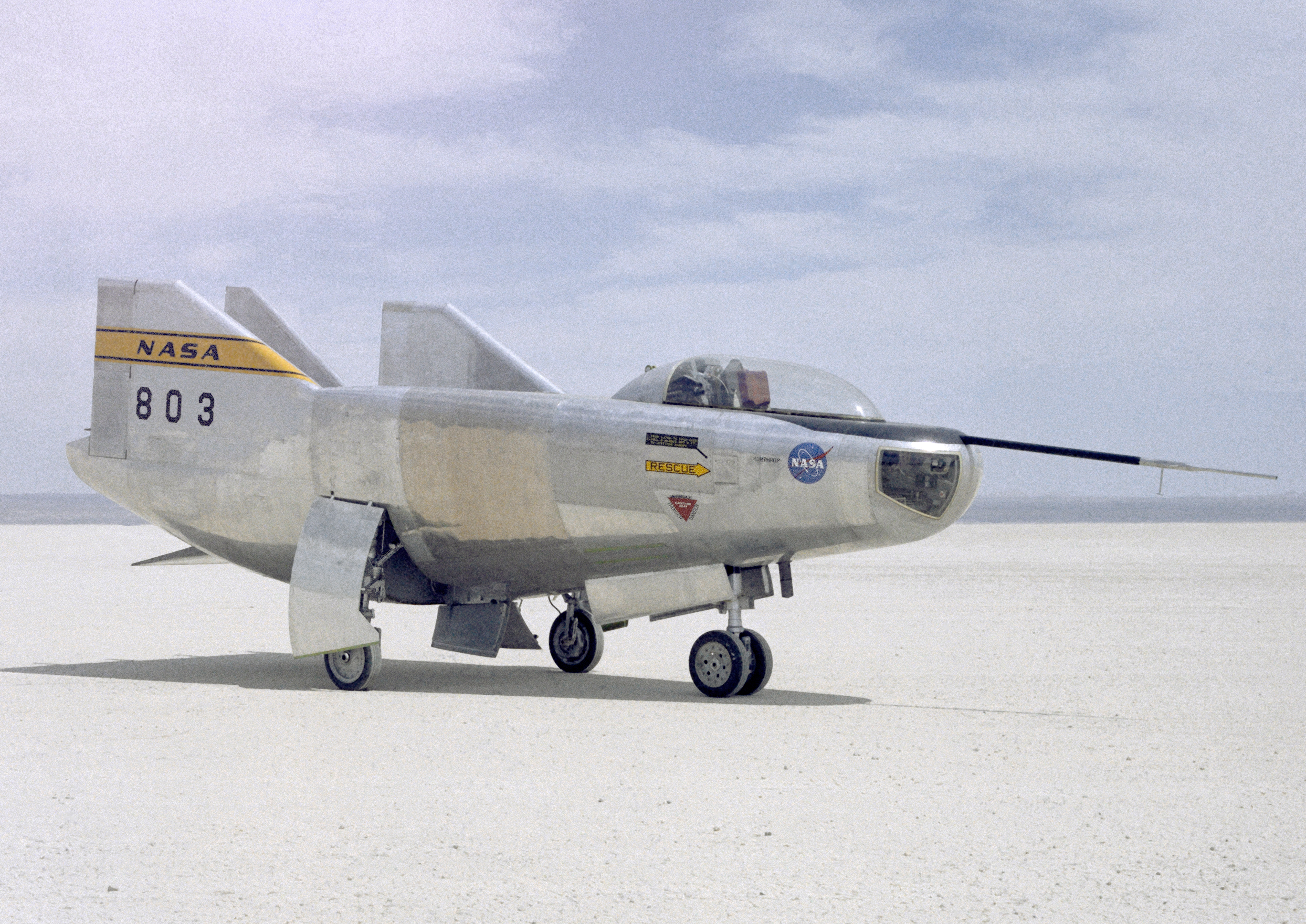
Le Northrop M2-F3 sur le lac asséché de Rodgers Dry Lake.

Différentes versions du moteur-fusée Reaction Motors XLR11 ont propulsé les X-1 et X-15, mais aussi les Martin Marietta X-24 A et B, les Northrop HL-10, Northrop M2-F2, Northrop M2-F3 et le Republic XF-91 Thunderceptor, en tant que moteur principal ou auxiliaire.
Les avions Northrop HL-10, M2-F2 et M2-F3 étaient des exemples d’aéronefs à corps portant, qui sont des engins qui ont très peu ou pas d'aile et qui obtiennent simplement une portance à partir du corps du véhicule.

### Après guerre froide
Avec l'avènement du turboréacteur et de sa souplesse d'utilisation, ces intercepteurs devinrent obsolètes, mais la course au progrès et à l'espace les remit au goût du jour.
Le projet d'avion-fusée de la société EADS Astrium, prévu pour 2012, était, quant à lui, destiné au tourisme spatial. En 2014, des essais de largage étaient prévus à Singapour. Depuis, rien n'a été fait et le projet semble abandonné.

## Objectifs
L'intérêt principal de ces avions est qu'ils permettent d'étudier leur comportement en vol et les contraintes qu'ils subissent, afin de transposer les connaissances acquises dans la conception et la fabrication d'engins spatiaux.

## Caractéristiques structurelles
Le domaine de vol est très différent de celui d'un avion classique. De ce fait, la morphologie est elle aussi très différente, afin de résister aux sollicitations mécaniques et thermiques. On peut citer plusieurs exemples :
- Envergure des ailes diminuée et/ou configurées en delta afin de ne pas opposer trop de résistance à l'air (ce qui pourrait conduire à la dislocation ou à la combustion dans le cas d'une aile 'normale'), tout en assurant une portance minimum.

Une solution alternative consiste à replier les ailes le long du fuselage au moment de la rentrée dans l'atmosphère, à la manière des prototypes BOR russes.
Les ailes peuvent carrément être supprimées au profit de la solution des corps portants.
- Le fuselage, quant à lui, se fabrique à base d'alliages toujours plus résistants. Parfois, l'avion est recouvert par un bouclier thermique ou par une couche de peinture à base de silicium. Le nez est parfois bombé ou légèrement tronqué, afin d'améliorer encore la protection thermique.

## Exemples historiques
- le Messerschmitt Me 163 utilisé par l'Allemagne lors de la Seconde Guerre mondiale ;
- le Bell X-1, premier avion supersonique au monde ;
- l'avion expérimental américain North American X-15.
- le SpaceShipTwo de Virgin Galactic, permettant des vols sub orbitaux depuis le 11 juillet 2021[50]

## Courses aux fusées
Peter Diamandis, le créateur du X-Prize, a annoncé le 3 octobre 2005 son ambition de créer un championnat de courses d'avions-fusées, appelé le Rocket Racing League (RRL). Chaque année en octobre, une finale aura lieu au Nouveau-Mexique. Une première course d'exhibition devrait être organisée en octobre 2006, pour commencer véritablement l'année suivante.
Les avions-fusées, appelés X-Racers, devront suivre une piste virtuelle de trois kilomètres de long et d'un peu moins de 1,5 kilomètre de large. Un prototype, le EZ-Rocket, déjà réalisé par l'entreprise XCOR Aerospace, en contrat avec la RRL, servira de modèle pour tous les X-Racers.
L'objectif est de passionner le public pour la conquête spatiale et aérospatiale et ainsi dynamiser l'initiative privée dans ce domaine, largement dominé par les agences gouvernementales. Partant de l'engouement du public, notamment des jeunes, pour les rallyes et les courses automobiles, Diamandis a souhaité transposer le principe à 1 500 mètres d'altitude (ces avions-fusées n'iront donc pas dans l'espace) et à près de 500 km/h.
En 2009, après une nouvelle rentrée d'argent, le premier meeting aérien était prêt, à Tulsa, Oklahoma. Quelque 40 000 personnes étaient venues assister au spectacle, qui a été court car les avions rencontraient sans cesse des « difficultés techniques ». En 2010, la difficulté technique s'est propagée comme un virus à l'ensemble du RRL, et tout est devenu silence radio. Et depuis lors, plus rien.